# Don't You Worry
"Don't You Worry" é uma canção do grupo americano Black Eyed Peas com participação de Shakira e David Guetta. Foi lançada em 17 de junho de 2022 como primeiro single do álbum Elevation (2022), através das gravadoras BEP Music e Epic Records.

## Lista de faixas
1. "Don't You Worry" – 3:16
2. "Don't You Worry" (Dubdogz & Mark Ursa Remix) – 3:07
3. "Don't You Worry" (David Guetta & DJs From Mars Remix) – 2:28
4. "Don't You Worry" (Farruko Remix) – 3:26

## Paradas e posições

### Semanais
| País/Parada (2022)                                | Melhor posição |
| ------------------------------------------------- | -------------- |
| Argentina (Monitor Latino)                        | 10             |
| Áustria (Ö3 Austria Top 75)                       | 12             |
| Bélgica (Ultratop 50 de Flandres)                 | 37             |
| Bélgica (Ultratop 50 da Valônia)                  | 5              |
| Canadá (Canadian Hot 100)                         | 57             |
| Canadá (Billboard AC)                             | 30             |
| Canadá (Billboard CHR/Top 40)                     | 26             |
| Canadá (Billboard Hot AC)                         | 27             |
| Chile (Monitor Latino)                            | 13             |
| Colômbia (Monitor Latino)                         | 18             |
| República Checa (Rádio Top 100)                   | 5              |
| Equador (Monitor Latino)                          | 3              |
| El Salvador (Monitor Latino)                      | 8              |
| França (SNEP)                                     | 14             |
| Alemanha (Offizielle Deutsche Charts)             | 43             |
| Mundo (Billboard Global 200)                      | 103            |
| Guatemala (Monitor Latino)                        | 15             |
| Honduras (Monitor Latino)                         | 15             |
| Hungria (Dance Top 40)                            | 10             |
| Hungria (Single Top 40)                           | 10             |
| Israel (Media Forest)                             | 7              |
| Itália (FIMI)                                     | 15             |
| Japão (Billboard Japan)                           | 10             |
| Letônia (European Hit Radio)                      | 5              |
| Luxemburgo (Billboard)                            | 17             |
| México (Billboard)                                | 2              |
| Países Baixos (Dutch Top 40)                      | 23             |
| Países Baixos (Single Top 100)                    | 39             |
| Polónia (Polish Airplay Top 100)                  | 4              |
| Rússia (Tophit Airplay)                           | 2              |
| Eslováquia (Rádio Top 100)                        | 22             |
| África do Sul (RISA)                              | 50             |
| Coreia do Sul (Gaon Chart)                        | 189            |
| Espanha (PROMUSICAE)                              | 69             |
| Suíça (Schweizer Hitparade)                       | 51             |
| Reino Unido (Singles Downloads Chart)             | 64             |
| Reino Unido (UK Singles Chart)                    | 69             |
| Uruguai (Monitor Latino)                          | 5              |
| Estados Unidos (Bubbling Under Hot 100)           | 22             |
| Estados Unidos (Billboard Adult Top 40)           | 27             |
| Estados Unidos (Billboard Dance/Electronic Songs) | 7              |
| Estados Unidos (Billboard Mainstream Top 40)      | 18             |
| Venezuela (Monitor Latino)                        | 5              |
| Venezuela (Record Report)                         | 38             |